# LIX. Armeekorps
LIX. Armeekorps var en tysk armékår under andra världskriget. Kåren sattes upp den 20 januari 1942.

## Pragoffensiven

### Organisation
Armékårens organisation den 12 april 1945:
- 544. Volks-Grenadier-Division
- 16. Panzer-Division
- 19. Panzer-Division
- 715. Infanterie-Division
- 4. Gebirgs-Division

## Befälhavare
Kårens befälhavare:
- Generalleutnant Carl Hilpert 26 juni 1942 - 25 juli 1942
- General der Infanterie Kurt von der Chevallerie 25 juli 1942 - 17 januari 1943
- General der Infanterie Kurt von der Chevallerie 15 mars 1943 - 4 februari 1944
- General der Infanterie Friedrich Schulz 8 februari 1944 - 21 mars 1944
- Generalleutnant Edgar Röhricht 21 mars 1944 - 2 juni 1944
- Generalleutnant Friedrich-Wilhelm Müller 2 juni 1944 - 10 juni 1944
- General der Infanterie Edgar Röhricht 10 juni 1944 - 29 januari 1945
- Generalleutnant Joachim von Tresckow  29 januari 1945 - 1 februari 1945

Stabschef:
- Oberst Heinz Schleusener  2 januari 1943 - 1 juni 1944
- Oberst Max von Groll  1 september 1944 - 1 maj 1945